# Tchernomorets Bourgas
Ne doit pas être confondu avec PFC Chernomorets Burgas Sofia.
Maillots
Actualités
Dernière mise à jour : 10 mai 2024.
Le Profesionalen Sporten Fudbolen Klub Chernomorets Bourgas (en bulgare : Професионален Спортен Футболен Клуб Черноморец Бургас), plus couramment abrégé en Chernomorets Bourgas, est un club bulgare de football fondé en 1919 et basé dans la ville de Bourgas.

## Bilan européen
Note : dans les résultats ci-dessous, le score du club est toujours donné en premier
| Saison    | Compétition     | Tour              | Club               | Domicile | Extérieur | Total |
| --------- | --------------- | ----------------- | ------------------ | -------- | --------- | ----- |
| 1989-1990 | Coupe UEFA      | Tour préliminaire | Dinamo Tirana      | 3 - 1    | 0 - 4     | 3 - 5 |
| 2008      | Coupe Intertoto | Deuxième tour     | ND Gorica          | 1 - 1    | 2 - 0     | 3 - 1 |
| 2008      | Coupe Intertoto | Troisième tour    | Grasshopper Zurich | 0 - 1    | 0 - 3     | 0 - 4 |

Légende
- Victoire ou qualification pour le tour suivant
- Match nul
- Défaite ou élimination de la compétition

## Personnalités du club

### Présidents
- Mitko Sabev

### Entraîneurs
| - Diyan Petkov (2005 - 2006) - Dimitar Dimitrov (1er juillet 2006 - 17 décembre 2008) - Krasimir Balakov (17 décembre 2008 - 7 décembre 2010) - Anton Velkov (5 janvier 2011 - 23 mars 2011) | - Georgi Vasilev (23 mars 2011 - 30 mai 2011) - Dimitar Dimitrov (30 mai 2011 - 15 mai 2014) - Todor Kiselichkov (13 juin 2014 - 5 octobre 2014) - Erolin Kyuchukov (18 juillet 2015 - ) |

### Anciens joueurs
- Moussa Koita
- Loris Arnaud
- Jérémy Faug-Porret
- Yannick Boli
- Issouf Ouattara
- Josué Balamandji
- Aatif Chahechouhe
- Jugurtha Hamroun
- Anicet Andrianantenaina
- Lys Mouithys
- Márcio Abreu
- Georgi Chilikov
- Rusi Gochev
- Radostin Kishishev
- Zlatko Yankov
- Toni